# Якут Всеволод Семенович
Якут Всеволод Семенович (1912—1991) — радянський російський актор. Лауреат Державної премії СРСР (1946). Народний артист СРСР (1980).

## З життєпису
Народився 30 січня (12 лютого) 1912 року у місті Бодайбо.
Працював у Московському театрі ім. М. Єрмолової.
Помер 3 березня 1991 року у Москві.

## Фільмографія
- 1947 — «Світло над Росією» — Блакитний
- 1958 — «Ходіння за три моря» — Мігель
- 1962 — «Кубинська новела» — Роберто Мартінес
- 1962 — «Ланцюгова реакція» — Автор
- 1963 — «Літаки не приземлилися» — Арсан
- 1965 — «Гра без правил» — Джеймс Грейвуд
- 1967 — «Операція „Трест“» — Сідней Райлі
- 1967 — «Сергій Лазо» — Павло Олександрович Мілкован
- 1969 — «Звинувачуються в убивстві» — Ковальов, професор
- 1969 — «Хутірець у степу» — Ілля Францевич Файг
- 1974 — «Абу Райхан Беруні» — Кабус
- 1975 — «Гаспароне» — губернатор
- 1976 — «...та інші офіційні особи» — Дон-Хуан Мігель де Караско
- 1976 — «Туфлі з золотими пряжками» (т/ф, 2 а) — заморський детектив
- 1978 — «Квартет Гварнері» — Томсон
- 1980 — «Білий сніг Росії» — Емануїл Ласкер
- 1982 — «Нізамі» — Мутаззіл
- 1987 — «Костюмер» — Сер Джон / Король Лір